# المشاهرة
المشاهرة منطقة بمدينة غزة و تسمى نسبة إلى النزلة (المنطقة) التي كان يقيمون فيها بالراتب الشهري , وسكنت هذه العائلة التي تعرف اليوم بالمشهراوي غزة في القرن الثالث عشر.